# Coppa di Francia 1977-1978
La stagione 1977-78 della Coppa di Francia è stata la 61ª edizione della coppa nazionale di calcio francese. Vide, per la seconda volta, la vittoria finale del Nancy, che sconfisse in finale il Nizza.

## Risultati

### Sedicesimi di finale
| Squadra 1           | Totale | Squadra 2           | Andata | Ritorno |
| ------------------- | ------ | ------------------- | ------ | ------- |
| Nizza               | 5 - 4  | Paris Saint-Germain | 2 - 1  | 3 - 3   |
| Troyes AF           | 2 - 5  | Olympique Marsiglia | 2 - 2  | 0 - 3   |
| Sochaux             | 2 - 2  | Saint-Étienne       | 0 - 0  | 2 - 2   |
| Strasburgo          | 0 - 3  | Bastia              | 0 - 3  | 0 - 0   |
| Avignon Football 84 | 3 - 3  | Valenciennes        | 3 - 1  | 0 - 2   |
| RC Fontainebleau    | 2 - 7  | Monaco              | 1 - 2  | 1 - 5   |
| Limoges             | 3 - 4  | Bordeaux            | 3 - 2  | 0 - 2   |
| Tours               | 1 - 3  | Stade Reims         | 1 - 1  | 0 - 2   |
| Dunkerque           | 1 - 1  | Nîmes               | 0 - 0  | 1 - 1   |
| Red Star            | 2 - 4  | Metz                | 2 - 2  | 0 - 2   |
| Nantes              | 5 - 2  | Amicale de Lucé     | 2 - 1  | 3 - 1   |
| Saint-Brieuc        | 0 - 5  | Nancy               | 0 - 2  | 0 - 3   |
| Martigues           | 1 - 0  | Tolosa              | 1 - 0  | 0 - 0   |
| Lilla               | 2 - 0  | SR Saint Dié        | 1 - 0  | 1 - 0   |
| Arles               | 0 - 3  | Angoulême           | 0 - 1  | 0 - 2   |
| Viry-Châtillon      | 2 - 4  | Gazélec Ajaccio     | 1 - 1  | 1 - 3   |

### Ottavi di finale
| Squadra 1           | Totale | Squadra 2    | Andata | Ritorno |
| ------------------- | ------ | ------------ | ------ | ------- |
| Stade Reims         | 1 - 3  | Bastia       | 0 - 1  | 1 - 2   |
| Metz                | 0 - 5  | Nizza        | 0 - 2  | 0 - 3   |
| Olympique Marsiglia | 3 - 0  | Bordeaux     | 1 - 0  | 2 - 0   |
| Nancy               | 3 - 1  | Martigues    | 2 - 0  | 1 - 1   |
| Lilla               | 3 - 4  | Monaco       | 1 - 1  | 2 - 3   |
| Angoulême           | 0 - 1  | Sochaux      | 0 - 0  | 0 - 1   |
| Nantes              | 7 - 0  | Dunkerque    | 2 - 0  | 5 - 0   |
| Gazélec Ajaccio     | 4 - 6  | Valenciennes | 4 - 1  | 0 - 5   |

### Quarti di finale
| Squadra 1    | Totale | Squadra 2           | Andata | Ritorno |
| ------------ | ------ | ------------------- | ------ | ------- |
| Nizza        | 4 - 2  | Nantes              | 4 - 1  | 0 - 1   |
| Sochaux      | 1 - 0  | Olympique Marsiglia | 0 - 0  | 1 - 0   |
| Valenciennes | 0 - 3  | Nancy               | 0 - 0  | 0 - 3   |
| Bastia       | 2 - 3  | Monaco              | 2 - 1  | 0 - 2   |

### Semifinali
| Squadra 1 | Totale | Squadra 2 | Andata | Ritorno |
| --------- | ------ | --------- | ------ | ------- |
| Sochaux   | 1 - 5  | Nancy     | 1 - 0  | 0 - 5   |
| Nizza     | 2 - 1  | Monaco    | 1 - 0  | 1 - 1   |

### Finale
| Squadra 1 | Risultato | Squadra 2 |
| --------- | --------- | --------- |
| Nancy     | 1 - 0     | Nizza     |

| Arbitro: | Achille Verbecke |

| |            | |
| Platini 57’ | Marcatori  | |
| · Moutier · 79’ Perdrieau · Cloet · Neubert · Curbelo · Jeannol · Rouyer · Caron · Platini · Rubio · Chebal · A disposizione · 79’ Raczynski | Formazioni | · Baratelli · Zambelli · Morabito · Barraja · Katalinski · Jouve · Sanchez · Huck · Guillou · Bjeković · Cappadona 75’ · A disposizione · Toko 75’ |
| Antoine Redin | Allenatori | Ferenc Kocsur |